# Guido I de Châtillon

Escudo de Armas da união da Casa de Blois com a de Châtillon.

Guido I de Châtillon (1290 – 12 de agosto de 1342) foi conde de Blois, e Dunois, Senhor do Avesnes, Trélon, Guise entre outros senhorios que fizeram parte do seu feudo.

## Relações familiares
Foi filho de  Hugo II de Châtillon (9 de abril de 1258 - 1303), conde de Saint Pol e de Beatriz de Dampierre (1270 -?) filha de  Guido de Dampierre (1225 – 1305), conde da Flandres e de Isabel de Luxemburgo (1240 -?). Casou cerca de 1310 com Margarida de Valois (1295 – 1342) filha de Carlos II de Nápoles, conde de Valois (12 de Março de 1270 -?) e de Margarida de Anjou (1273 - 1299), condessa de Anjou, de quem teve:
1. Carlos de Châtillon (1319 – Auray, 29 de setembro 1364) casou em 4 de Junho de 1337 com Joana de Bretanha (1319 – 10 de setembro de 1384), condessa de Penthièvre filha de Guido da Bretanha (1287 -?), conde de Penthièvre e de Joana de Avaugour (1300 -?), condessa de Goëllo;
2. Maria de Châtillon (1320 - 1363) casou com Raul de Lorena, "o Valente", duque da Lorena;
3. Luís I de Châtillon, (? - 1346) casou em 1340 com Joana de Hainaut.